# Éric Beugnot
Éric Beugnot (* 22. März 1955 in Cliron) ist ein ehemaliger französischer Basketballspieler.

## Laufbahn
Der Bruder von Gregor Beugnot und Sohn von Jean-Paul Beugnot spielte in der höchsten Liga Frankreichs von 1972 bis 1984 in Le Mans. Dreimal (1978, 1979, 1982) wurde er mit der Mannschaft Staatsmeister. Der zwei Meter große Flügelspieler trug zu diesen Titeln erheblich bei: In der Saison 1977/78 erzielte er im Schnitt 14, 1978/79 19,6 und 1981/82 16,1 Punkte je Begegnung. Beugnots Bestleistung war ein Mittelwert von 20,8 je Begegnung während des Spieljahres 1979/80. Zwischen 1978 und 1984 war sein Bruder Gregor sein Mannschaftskamerad.
Nach dem Weggang aus Le Mans stand er in Diensten von AS Monaco (1984 bis 1986), ASVEL Lyon-Villeurbanne (1986 bis 1989) und CRO Lyon (1990 bis 1992). Er kam auf 212 Länderspiele für Frankreich. Beugnot nahm an den Olympischen Sommerspielen 1984 ebenso teil wie an der Weltmeisterschaft 1986 sowie den EM-Endrunden 1977, 1979, 1981, 1983 und 1987. Bei Olympia 1984 war er mit insgesamt 79 Punkten drittbester französischer Korbschütze, nur übertroffen von Philip Szanyiel und Hervé Dubuisson.
1991 übernahm Beugnot den Managerposten beim Erstligisten PSG-Racing, ab 1995 war er Generaldirektor von ASVEL Lyon-Villeurbanne, dort hatte zu dieser Zeit sein Bruder Gregor das Traineramt inne.